# 電磁スペクトル
電磁スペクトル（でんじすぺくとる、英語: Electromagnetic spectrum）とは、存在し得るすべての電磁波の周波数（または波長）帯域のことである。

電磁波の波長、周波数とそのおおよその大きさ、特定波長領域の呼び名などを示した模式図。

電磁スペクトルの周波数は、超低周波（長波長側）からガンマ線（短波長側）にわたって広がっており、その規模は数千 km の長さから原子の幅をも下回る長さまで無限にわたっている。
波長 λにおける電磁波エネルギーは周波数 νにおける光子のエネルギーと関連している。故に、電磁スペクトルはこれらの等価な3種類の値によって表現される。これら3つの値は真空中において以下のような関係にある。
{\displaystyle \lambda ={\frac {c}{\nu }}\,\!}
{\displaystyle E=h\nu \,\!}
ここで
- cは真空中の光速であり、299,792,458m/sである{\displaystyle (c\approx 3\cdot 10^{8}\ {\mbox{ m}}/{\mbox{s}}=300,000\ {\mbox{km}}/{\mbox{s}})}。
- hはプランク定数である{\displaystyle (h\approx 6.626069\cdot 10^{-34}\ {\mbox{J}}\cdot {\mbox{s}}\approx 4.13567\ \mathrm {\mu } {\mbox{eV}}/{\mbox{GHz}})}。

## 物体のスペクトル特性
この世界にあるすべて物体は光を放射、反射、伝播している。この光の電磁スペクトル分布（物体のスペクトル特性と呼ばれる）は物体の組成によって決まる。スペクトルの型は物体からの放射の性質によって区別することができる。
- もし、スペクトルが主として物体の熱放射（熱輻射）によるものであれば、放射スペクトル（または輝線スペクトル）が発生する。
  - 黒体スペクトルより多い光の放射であることもあれば少ない光の放射であることもある。
- スペクトルが背景から構成されたものであれば、光が伝播する物体によって電磁波が吸収され吸収スペクトルができる。

分光学は物理学の一分野で物質のスペクトル特性を扱う分野である。

## 分類
電磁スペクトルの分類の体系は正確であるが、電磁エネルギーの近隣との分類が重複していることがよくある。例えば、60Hzの低周波電波（SLF）は天文学者によって研究されているが、これは電力供給の周波数（注：日本では西日本）にもなる。また、低エネルギーガンマ線は高エネルギー X線を含んでいる。これは、ガンマ線が原子核の崩壊などの核反応によってできるものを指すのに対し、X線が高エネルギー内部電子に伴って遷移する電子によってできたものを指すからである。それ故、ガンマ線とX線は波長ではなく放射源によって分類される。一般的に、核遷移は電子遷移よりも高エネルギーであり、通常ガンマ線はX線よりも高エネルギーである。しかしながら、ガンマ線を出す低エネルギー核遷移（例えばFe57の核遷移は14.4keV）は高エネルギーX線よりも弱いことがある。
また、電波の分類は国や学会などによりさまざまな分類が存在する。

### 電気エネルギー
電気エネルギーは電磁スペクトルの低周波、長波長の終端に相当する。放射は2線式、もしくは3線式の伝送線にそって伝送され、アンテナなどのさまざまな装置によって送信される。周波数 0のエネルギーは直流電源によって放出される。50Hzや 60Hzにおいては一般的な発電所の交流発電機で生成される。20Hzから 30kHzまでの電磁エネルギーは電話や拡声器、音響機器などから放出される。これらの周波数においてテレビの同軸ケーブルを通る 超短波（VHF）と電球に送られる 60Hzの電気との間には機能上の差異はまったく無い。どちらもアンテナにつなげれば、空間に放出される。

### その他の電磁スペクトル
- 電波、電波の周波数による分類参照
- 赤外線参照
- 可視光線参照
- 紫外線参照
- X線参照
- ガンマ線参照